# Opération Restore Peace III

L'opération Restore Peace III est une opération de réconciliation/réinsertion durant la guerre d'Irak dans le cadre de la guerre contre-insurrectionnelle menée à Hawijah, une ville de 70 000 habitants en immense majorité de confession sunnite dans le district de Kirkouk à 220 km au nord de Bagdad, menée durant le mois de février 2008.
La première opération Restore Peace a lieu en janvier 2007 et les initiatives de ce type visant à la reddition et à la réconciliation des insurgés de la guérilla irakienne se multiplient depuis fin 2007 dans la zone d’opération de la Task Force Iron (Division Multinationale Nord) dont la principale unité est la 1re division blindée des États-Unis jusqu'à son remplacement par la 10e division de montagne.

## Mode opératoire
Le programme s'adresse aux membres de l'insurrection irakienne. Il s’agit d’un processus en 6 étapes d'environ 240 jours :
- une démarche volontaire individuelle pour demander à entrer dans le processus ;
- le désarmement et l’entrée dans le fichier biométrique (celui-ci est utilisé également pour le recrutement des membres de milices d’autodéfense appelés Fils de l'Irak -Sons of Iraq ou SOI pour les forces américaines- ou des membres de la police locale) ;
- une période d’observation de 90 jours pendant laquelle le candidat à la réinsertion s’abstient de toute activité en rapport avec l’insurrection ;
- une période supplémentaire de 60 jours pendant laquelle le candidat est soumis à des enquêtes complémentaires et reçoit de l’aide d’une commission le sponsorisant, notamment dans le domaine financier (dans d’autres régions de l’Irak, notamment vers Arab Jabour, une politique de micro-crédit lancée par les militaires américains et les Équipes Provinciales de Reconstruction a permis cette même incitation au ralliement) ;
- une déclaration publique d’allégeance au gouvernement irakien ;
- une évaluation continue du comportement du rallié.

## Bilan et résultats

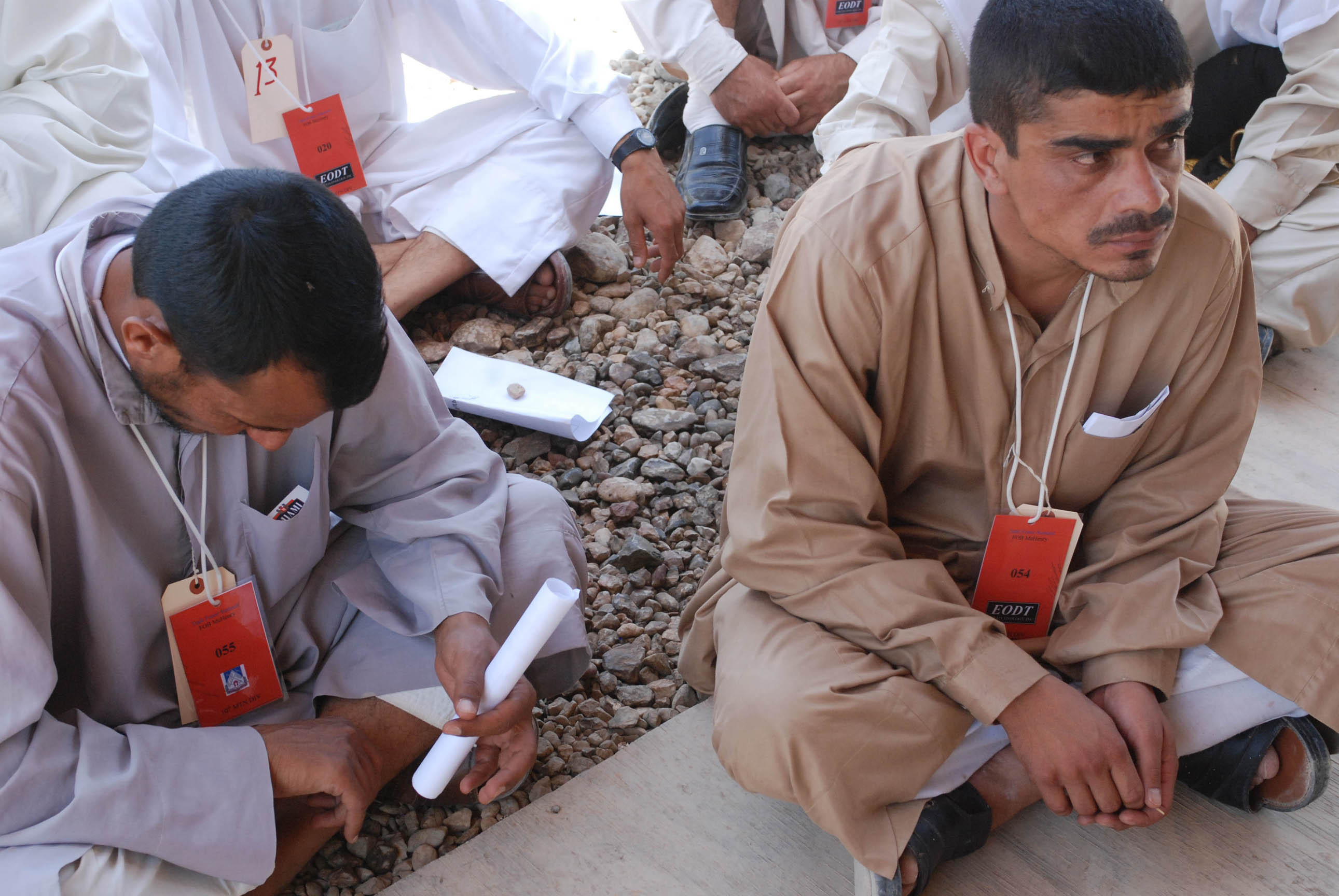
Des candidats sélectionnés par le programme Restore Peace VII le 1 juin 2008. Des données biométriques sont enregistrées et entrés dans une base de données.

Le 3 février 2008, 27 insurgés s’étaient déjà rendus de leur plein gré (à la demande de chefs tribaux se ralliant ou incités par les organisations de surveillance au sein des Fils de l'Irak à la Forward Operating Base (base opérationnelle avancée) McHenry à 70 km au sud-ouest de Kirkouk. Ils étaient suivis le 10 février par 85 autres et enfin 104 le 24 février.
Copié sur le processus DDR (Désarmement, Démobilisation, Réinsertion/Réconciliation) mis en œuvre sous l’égide de l’ONU dans le cadre de divers processus de paix; ces initiatives montrent que l'une des stratégies des forces armées des États-Unis consiste à faire monter en puissance le gouvernement irakien et à développer son autorité au plus vite, notamment chez les sunnites .
Plus concrètement, elles nous apprennent que les « insurgés » sont désormais en perte de vitesse et que la base de recrutement de groupes telle le Conseil consultatif des moudjahidines en Irak se tarît très vite par conséquent des opérations menées depuis 2007[réf. nécessaire].
En juin 2008, l'opération Restore Peace VII était en cours avec les mêmes objectifs sous la supervision de la  10e division de montagne qui a remplacé la division blindée comme unité cadre de la division multinationale-nord.